# Europejskie Stowarzyszenie Turystyki Wędrownej
Europejskie Stowarzyszenie Turystyki Wędrownej, niem. Europäische Wandervereinigung (EWV), ang. European Ramblers’ Association (ERA) – organizacja turystyczna zrzeszająca 55 towarzystw turystycznych z 30 krajów Europy. Jednym ze statutowych celów tej organizacji, zrzeszającej narodowe stowarzyszenia i organizacje turystyczne, jest zbliżanie narodów europejskich poprzez tworzenie i utrzymywanie sieci międzynarodowych szlaków turystycznych na kontynencie.
EWV zostało założone w 1969 r. w Niemczech, liczy ponad pięć milionów członków-turystów. Siedzibą jest Kassel.
Stowarzyszenie zainicjowało utworzenie i opiekuje się „europejskimi szlakami wędrówkowymi” – siecią długodystansowych turystycznych szlaków pieszych. 

## Członkowie
Członkami i obserwatorami ESTW są następujące organizacje turystyczne:
- Federació Andorrana de Muntanysme
- Österreichischer Alpenverein (OeAV) - Niederösterreich
- Österreichischer Alpenverein (OeAV) - Landesverband Wien
- Grote Routepaden
- Les Sentiers de Grande Randonnée
- Byłgarski Turisticzeski Sojuz
- Cyprus Tourism Organisation
- Klub Czeskich Turystów (Klub českých turistů)
- Dansk Vandrelaug
- Eesti Matkaliit
- Suomen Latu
- Fédération Française de la Randonnée Pédestre 
  - FFRandonnée-Comiré régionale de Picardie
  - FFRandonnée-Comitée régional en Midi-Pyrénées
- Elliniki Omospondia Orivasias - Anarrichisis
- Euskal Mendizale Federazioa
- Federación Andaluza de Montaòismo (F.A.M.)
- Federacion Aragonesa de Montaòismo
- Federación Española de Deportes de Montaña y Escalada
- Federació d'Entitats - Excursionistes de Catalunya
- Federacion Navarra de Deportes de Montana y Escalada
- Federació d’Esports de Muntanya y Escalada, Valenciana
- Stichting Wandelplatform - LAW www
- Mountaineering Council of Ireland
- Ministerstwo Turystyki
- The Ramblers' Association of Malta
- Eifelverein e.V.
- Morawsko-Śląskie Sudeckie Towarzystwo Górskie (Mährisch-Schlesischer Sudetengebirgsverein e.V.)
- Frankenwaldverein e.V.
- Odenwaldklub e.V.
- Saarwald-Verein e.V.
- Sauerländischer   Gebirgsverein e.V.
- Schwäbischer Albverein e.V.
- Verband Deutscher Gebirgs- und Wandervereine e.V.
- Wiehengebirgsverband Weser - Ems
- Wilhelm-Münker-Stiftung
- Den Norske Turistforening
- Polskie Towarzystwo Turystyczno-Krajoznawcze
- Clube de Actividades de Ar Livre
- Federação de Campismo e Montanhismo de Portugal
- Federação Portuguesa de Montanhismo e Escalada
- Asociația Carpatina Ardeleana
- Planinarski Savez Srbije
- Klub Słowackich Turystów (Klub slovenských turistov)
- Planinska zveza Slovenije
- Schweizer Wanderwege (SAW)
- Svenska Turistföreningen
- HF Holidays LTD
- Long Distance Walkers
- Ramblers' Association
- Ramblers Holidays Limited
- Magyar Természetbarát Szövetség
- Federazione Italiana Escursionismo

Status obserwatora mają:
- Israel Trails Committee, The Society for the Protection (Israel)
- Federation Royale Marocaine de Ski et Montagne (Maroko)
- Association pour le Dévéloppement et l'Environnement aux Montagnes du Nord (Maroko)
- International Appalachian Trail (USA/Kanada)